# Bloodpit
Bloodpit (с англ. — «Кровавая яма») — финская хард-рок-группа. До 1998 года группа носила названия «RIP» и «Turmio». Она была основана в 1994 году Маттау Микояном (Матти Микконен), вокалистом, и Пааво Пекконеном, гитаристом. Они выпустили свой первый альбом Mental Circus в 2005 году, а также множество синглов, таких как «Platitude», «Bad-Ass Blues» и «Wise Men Don’t Cry». Их второй альбом, Off the Hook, был выпущен в 2007 году. Сингл «Platitude» вошёл в саундтрек к игре NHL 07 от EA Sports.

## Участники группы
- Антти Равин — вокал
- Пааво Пекконен — гитара
- Пиету Хилтунен — гитара
- Алекси Керянен — бас
- Аларик Валамо — ударные

### Предыдущие участники группы
- Маттау Микоян — гитара и вокал (1998—2007)
- Янне Колехмайнен — бас (1998—2000)
- Арнольд Т. Кумпути — ударные (1999—2002)
- Сэр Кристус — гитара и бэк-вокал (2000—2002)
- Паспарту Хаген — бас (2002)

## Связанные группы
Ранее басист Bloodpit, старший брат Маттау, сэр Кристус, ушёл играть на гитаре в Negative. Из последних басист Антти Анатоми появился в клипе Bloodpit «Wise Men Don’t Cry» в роли мстительного брата, вместе с Юсси Село из Uniklubi в аналогичной роли. Кроме того, Маттау и его брат — сыновья ушедшего Арво Микконена, который играл на гитаре в известной группе Popeda.

## Релизы

### Альбомы
- Mental Circus (2005)
- Off the Hook (2007)
- Последний день перед первым (2009)

### EPs
- Sauna Päälle! (2006)
- Recovered (2008)

### Синглы
- «Out to Find You» (2005)
- «One More Time» (2005)
- «Platitude» (2005)
- «Bad-Ass Blues» (2005)
- «Wise Men Don’t Cry» (2007)
- «The Price To Pay» (2009)

### Видео
- «Platitude» (2005)
- «Bad-Ass Blues» (2006)
- «Wise Men Don’t Cry» (2007)
- «For You To Be Safe» (2008)